# Seguenzia floridana
Seguenzia floridana är en snäckart som beskrevs av Dall 1927. Seguenzia floridana ingår i släktet Seguenzia och familjen Seguenziidae. Inga underarter finns listade i Catalogue of Life.